# Underwood, Bắc Dakota
Underwood là một thành phố thuộc quận McLean, tiểu bang Bắc Dakota, Hoa Kỳ. Năm 2010, dân số của nơi này là 221 người.